# CHAMP1
CHAMP1‏ (Chromosome alignment maintaining phosphoprotein 1) هوَ بروتين يُشَفر بواسطة جين CHAMP1 في الإنسان.